# Desa Simpang (administrativ by i Indonesien, Jawa Barat, lat -7,66, long 107,92)
Desa Simpang är en administrativ by i Indonesien.   Den ligger i provinsen Jawa Barat, i den västra delen av landet, 200 km sydost om huvudstaden Jakarta.